# Morses Line
Morses Line es un área no incorporada ubicada en el condado de Franklin en el estado estadounidense de Vermont.

## Geografía
Morses Line se encuentra ubicado en las coordenadas 45°00′44″N 72°58′41″O / 45.01222, -72.97806.